# Megale
Megale je jedna od 31 worede u regiji Afar u Etiopiji. Predstavlja dio Upravne zone 2, a smještena je na podnožju istočne strmine Etiopske visoravni. Graniči na jugu s Upravnom zonom 4, na zapadu s regijom Tigraj, na sjeveru s Abalom, a na istoku s Erebtijem. Nema podataka o gradovima u ovoj woredi.
Prema podacima objavljenim od Središnje statističke agencije u 2005. godini, ova woreda je imala procijenjenih 24.372 stanovnika, od čega 11.443 muškarca i 12.929 žena. Ne postoje informacije o površini Megale, pa se ne može izračunati gustoća stanovništva.